# Asai Ryōi
Asai Ryōi (浅井 了意, c. 1612 - 29 de janeiro de 1691) foi um escritor japonês do início do período Edo. Um sacerdote budista que foi durante um tempo diretor de um templo em Kyoto, ele é considerado um dos melhores escritores do Kanazōshi. Kanazōshi foi uma forma de literatura popular escrita com poucos, ou nenhum, kanji, portanto acessível para muitos. Embora tenha alcançado muitos gêneros, um tema comum nas obras do Kanazōshi  era a celebração da vida urbana contemporânea. As obras de Asai Ryōi, em particular, transformou os tradicionais ensinamentos budistas em uma expressão dos ideais urbanos.